# 自由艺术作品许可协议
自由艺术作品许可协议（英语：Free Art License，缩写：FAL，法语：Licence Art Libre）是一种Copyleft的授权协议，它给予其他人在作者没有明确的允许下对作品进行自由复制、分销和二次創作的权利。

## 发展历史
协议由律师Mélanie Clément-Fontaine、David Geraud和艺术家Isabelle Vodjdani、Antoine Moreau通过邮件列表<copyleft_attitude@April.org>于2000年7月完成编写。此前，Copyleft Attitude Antoine Moreau集结了几位来自《Allotopie》杂志的艺术家进行讨论：Francis Deck、Antonio Gallego、Roberto Martinez和Emma Gall. 
2007年，FAL版本1.3修正后提供了更大的法律确定性并且加强了和其它copyleft协议的许可证兼容性。